# Zaljev Korfa
Zaljev Korfa (rus. залив Корфа) je zaljev na poluotoku Kamčatki, na obali Beringovog mora u Rusiji .

## Geografija
Otprilike je trokutastog oblika, na ulazu je širok oko 70 km širok na ušću, a dugačak je oko 75 km.
Na zapadnoj strani poluotok Ilpinsky odvaja ga od zaljeva Anapka koji čini sjeverni kraj Karaginskog zaljeva. Na istoku ga od Oljutorskog zaljeva odvaja poluotok Govena (rt Govenski). Na sjevernoj obali nalazi se luka Skritaja, koja je glavno lovište lososa.
Najveća naselja u zaljevu su Tiličiki i Oljutorovka.
Zaljev je dobio ime po barunu Andreju Korfu, prvom generalnom guverneru Priamurja. Riječ je o zaljevu Baron Koff ili Barankoff kojeg spominju američki putnici Washington Vanderlip i Olaf Swenson.
Potresi na Kamčatki 2006. godine imali su epicentar u blizini primorskog sela Korf. Ugljen se vadio i izvozio iz rudnika u blizini zaljeva početkom 20. stoljeća.

## Vanjske poveznice
|  | Zajednički poslužitelj ima još gradiva o temi Zaljev Korfa |